# Friedenthaler Grund
Koordinaten: 51° 56′ 43″ N, 12° 43′ 50″ O
Der Friedenthaler Grund ist ein Naturschutzgebiet in der Lutherstadt Wittenberg im Landkreis Wittenberg in Sachsen-Anhalt.

## Allgemeines
Das Naturschutzgebiet mit dem Kennzeichen NSG 0290 ist rund 146 Hektar groß. Es ist Bestandteil des rund 167 Hektar großen, gleichnamigen FFH-Gebietes und vollständig vom Landschaftsschutzgebiet „Wittenberger Vorfläming und Zahnabachtal“ umgeben. Das Gebiet steht seit 2003 unter Schutz (Datum der Verordnung: 2. April 2003). Zuständige untere Naturschutzbehörde ist der Landkreis Wittenberg.

## Beschreibung
Das Naturschutzgebiet liegt nordwestlich der Lutherstadt Wittenberg im Naturpark Fläming. Es stellt einen etwa 3,5 Kilometer langen Ausschnitt des oberen Bachlaufs der Zahna im Hohen Fläming mit den daran angrenzenden Talwiesen sowie Teile der sich nach Nordosten anschließenden Waldgebiete der Kropstädter Heide unter Schutz.
Die Zahna, die ganz im Süden des Naturschutzgebietes verläuft, stellt sich trotz Uferbefestigungen als naturnah dar. Die kiesige Bachsohle bietet der Bachschmerle einen geeigneten Lebensraum. Durch den in den 1970er-Jahren in das Gebiet eingewanderte Elbebiber ist der Bach stellenweise angestaut, so dass sich überstaute und sehr nasse Flächen bilden konnten. Hier siedeln Röhrichte mit Schilfrohr, Zwiebelbinse, Spitzblütiger Binse und Flatterbinse sowie Uferstaudenfluren mit Scharfem Hahnenfuß, Kuckuckslichtnelke, Sumpfschafgabe, Echtem Mädesüß, Sumpfstorchschnabel und Wasserschwertlilie. Die aufgestauten Bereiche sind Lebensraum des Zwergtauchers. Auch Erdkröte, Gras- und Teichfrosch nutzen die Gewässer als Lebensraum und Laichhabitat.
Das Bachtal wird nördlich der Zahna teilweise durch Grünland geprägt, an das sich Waldgesellschaften anschließen. Im nördlichen Bereich des Naturschutzgebietes befindet sich an einem Quellbach der Zahna mit dem Neuen Teich ein für eine ehemalige Wassermühle aufgestauter Teich. Auch hier sind verschiedene Amphibien, neben Erdkröte, Gras- und Teichfrosch auch Moorfrosch, sowie einige Libellenarten, darunter auch die Große Moosjungfer, heimisch. Das Südwestufer des Teichs wird von einem Uferseggenbestand gesäumt. Am Südufer stocken Sumpfeichen. Ganz im Norden des Schutzgebietes befindet sich eine kleine, aufgelassene Kohlegrube, in deren Sohle sich ein Stillgewässer gebildet hat. Hier ist u. a. der Kleine Wasserfrosch heimisch.
Das Naturschutzgebiet grenzt nach Westen an die Bundesstraße 2. Ansonsten ist es überwiegend von Waldgebieten umgeben.